# Левада-Центр
Автономна некомерційна організація Аналітичний Центр Юрія Левади (АНО Левада-Центр) — російська недержавна дослідницька організація. Центр регулярно проводить власні і замовні соціологічні та маркетингові дослідження і є однією з найбільших та найавторитетніших російських організацій у своїй галузі. Левада-Центр уходить до числа провідних дослідницьких компаній Росії.

## Історія

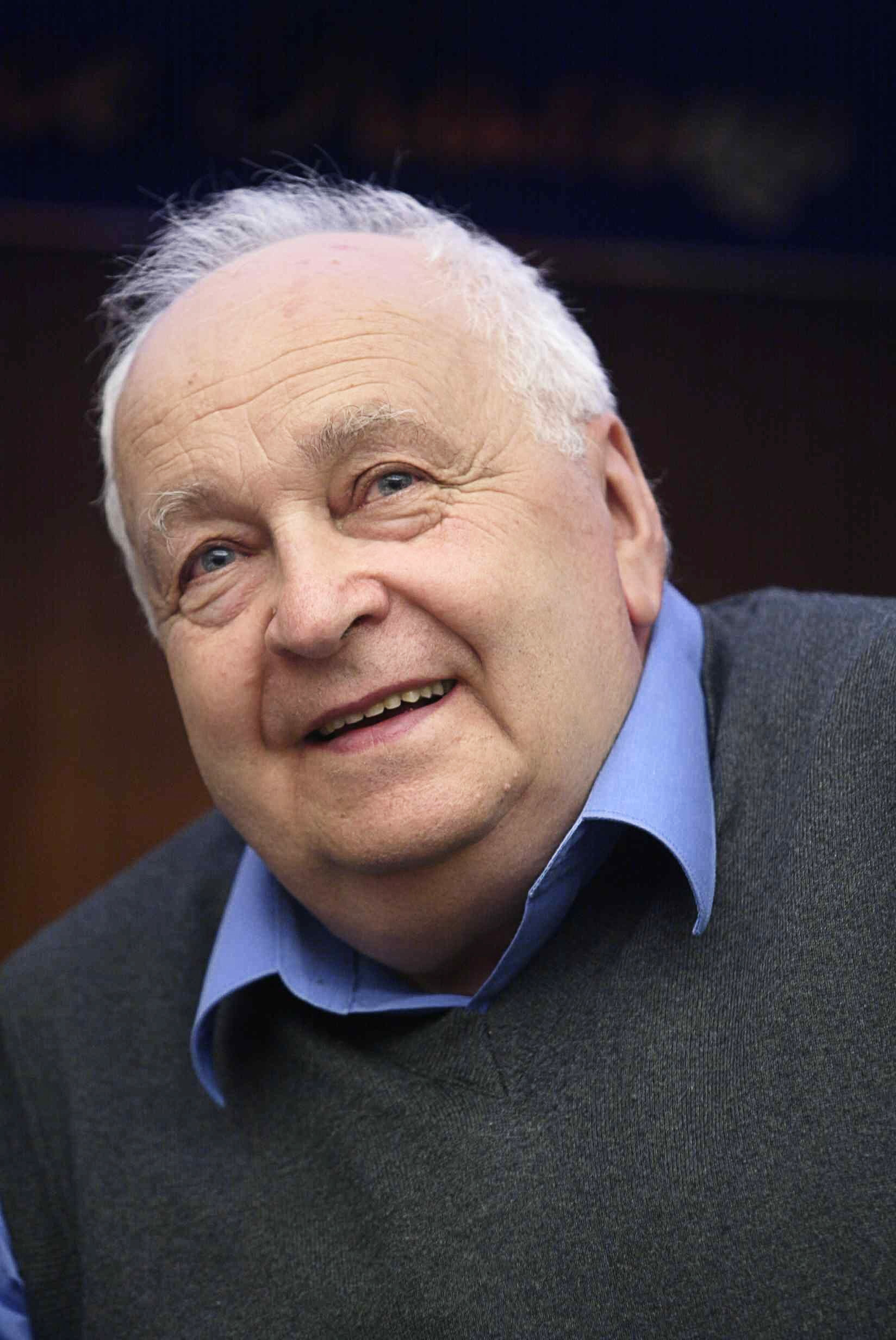
Юрій Левада — директор (2003—2006)

Всеросійський (до 1992 — Всесоюзний) центр вивчення громадської думки (ВЦІОМ) був створений на хвилі Перебудови спільною постановою ВЦРПС та Держкомітету праці СРСР 1987 року.
Першим директором ВЦІОМ стала академік АН СРСР, киянка за походженням Тетяна Іванівна Заславська. З 1988 по 1992 керівником відділу теоретичних досліджень ВЦІОМ був українець, уродженець Вінниці Юрій Олександрович Левада. У 1992 році він очолив цю організацію.
У ВЦІОМ навколо Ю. А. Левади, Т. І. Заславської, Б. А. Грушина, В. М. Рутгайзера сформувався колектив фахівців-дослідників громадської думки. Він уперше почав проводити регулярні опитування громадської думки в масштабах всієї країни, починаючи з 1988 року.

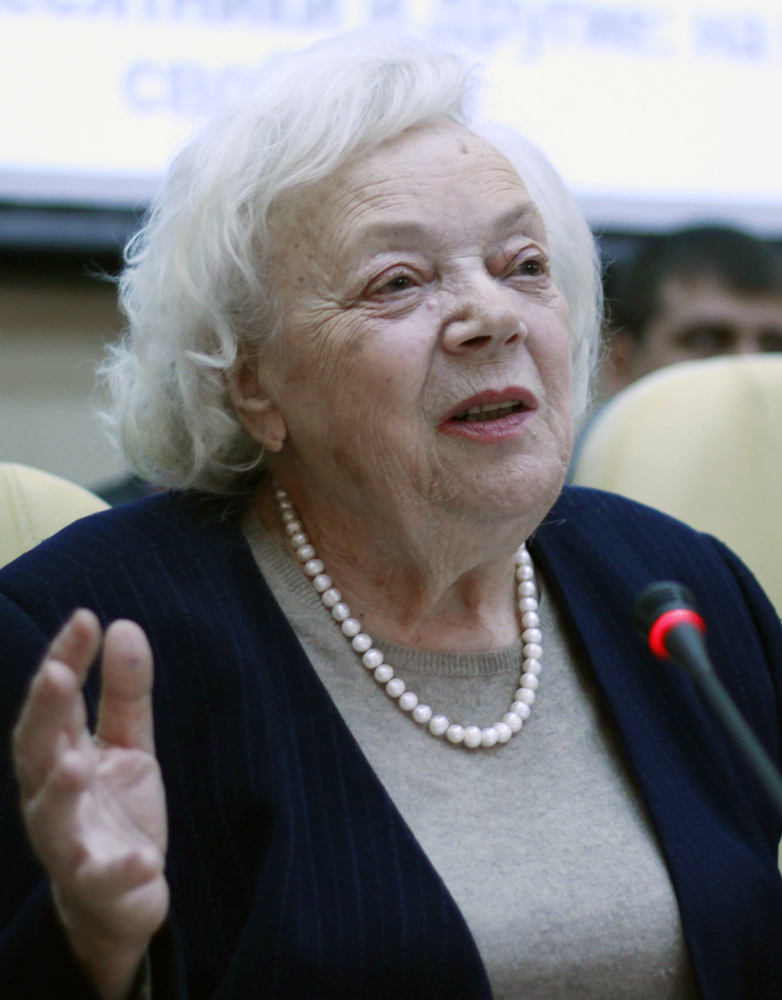
Тетяна Заславська — почесний президент (2003—2010), голова правління (2010—2013)

У 2003 році ВЦІОМ пережив конфлікт з державою, що спричинився до утворення сучасного «Левада-Центру». 6 серпня 2003 Міністерство майнових відносин РФ ухвалило рішення про перетворення ВЦІОМ на ВАТ «Всеросійський центр вивчення громадської думки», яке поставило діяльність Центру під контроль державних структур та осіб, раніше не пов'язаних з науковою діяльністю організації. Юрія Леваду відправили у відставку. В таких умовах значна частина співробітників вирішила створити нову організацію, куди і перейшли працювати — Аналітичну службу ВЦІОМ (ВЦІОМ-А).
Після того як у 2004 році Федеральна антимонопольна служба Російської Федерації заборонила використовувати назву «ВЦІОМ-А», організація була перейменована в Аналітичний центр Юрія Левади (Левада-Центр).
16 листопада 2006 року Юрій Левада помер у своєму робочому кабінеті. З 2006 року посаду директора Центру обіймає Лев Дмитрович Гудков.

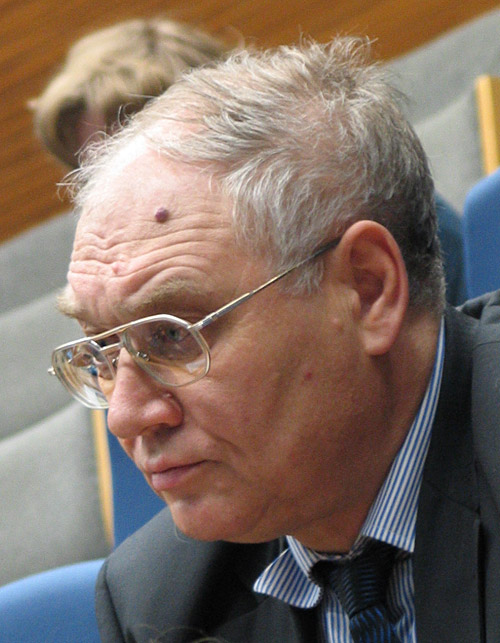
Лев Гудков — директор (з 2006)

У вересні 2008 починає роботу базова кафедра Аналітичного Центру Юрія Левади при факультеті соціології Національного дослідницького університету «Вища школа економіки» (НДУ ВШЕ).
У травні 2013 року Левада-центр визнаний іноземним агентом згідно з російським законодавством, оскільки Аналітичний центр отримав 3,9 млн рублів від організацій зі США, Італії, Польщі, Великої Британії та Кореї.
Позаяк організація опинилася на межі закриття, було вирішено призупинити низку проектів з іноземними фондами, тобто відмовитися від іноземного фінансування.

## Діяльність
Левада-Центр володіє розвиненою дослідницькою мережею із 67 регіональних партнерів і підтримує партнерські зв'язки з закордонними центрами вивчення громадської думки. Результати досліджень регулярно публікуються провідними інформаційними виданнями Росії та світу.
Партнери та замовники соціологічних та маркетингових досліджень Центру — російські та міжнародні компанії, дослідницькі та некомерційні організації.
Іншим напрямком діяльності Левада-Центру є наукова робота. Видається журнал «Вісник громадської думки» і щорічний збірник основних результатів масових опитувань громадської думки в Росії, що розповсюджується безкоштовно. Виходять статті у наукових журналах і книги провідних співробітників центру, робляться доповіді на російських і міжнародних конференціях.
Істотну частину роботи Левада-Центру складають дослідження ринків і споживчої поведінки населення. Центр забезпечує повний технологічний цикл проведення дослідницьких робіт — від розробки проектів досліджень до презентації аналітичних звітів.

### Основні види досліджень
- Всеросійське репрезентативне опитування дорослого населення Росії (омнібус)
- Всеросійське репрезентативне опитування дорослого населення Росії (тематичне дослідження)
- Репрезентативне опитування дорослого населення окремих регіонів Росії (тематичне дослідження)
- Фокус-групи
- Дискусійні фокус-групи
- Глибинні інтерв'ю
- Супровід купівлі
- B2B дослідження
- Маркетингові дослідження

### Індекси
- Індекс соціальних настроїв
- Індекс споживчих настроїв
- Індекс національного добробуту
- Моніторинг економічної кризи

### Проекти
- Міжнародні дослідження World Public Opinion
- «Новий російський барометр» (New Russia Barometer), спільно з Centre for the Study of Public Policy (University of Strachclyde, University of Aberdeen) — починаючи з 1991 року
- Міжнародна програма соціальних досліджень (International Social Survey Program, ISSP) — починаючи з 1991 року
- «Моніторинг соціальних та економічних змін», раз на два місяці — починаючи з 1993 року
- «Проблеми еліти в сучасній Росії», спільно з Фондом «Ліберальна місія» — 2005—2006 роки
- «Молодь Росії», спільно зі Швейцарською академією розвитку — 2005—2007 роки
- «Сприйняття росіянами європейських цінностей», спільно з EU-Russia Center — 2006 рік
- «Моніторинг підприємництва», спільно з ГУ Вища школа економіки — 2006—2007 роки
- «Російський середній клас», спільно з EU-Russia Center — 2008 рік
- «Радянська людина» («Homo Soveticus»), п'ята хвиля досліджень — 2008 рік
- «Читання в Росії — 2008. Тенденції та проблеми» — 2008 рік[5].

## Критика
Російські опозиціонери часто звинувачують великі соціологічні компанії РФ в ангажованості і спотворенні результатів досліджень. Деякі — як, наприклад, Гаррі Каспаров — закликають зовсім не вірити інформації, яку публікують соціологи. Інші кажуть, що соціологічні дослідження в Росії нерепрезентативні, оскільки опитувані громадяни побоюються казати правду.
Російські посадовці іноді критикують Левада-Центр, коли його дослідженнями фіксується недостатньо високий рівень підтримки влади.

## Обмеження в діяльності
Посилаючись на співпрацю з Вісконсинським університетом (США), міністерство юстиції Росії з 5 вересня 2016 року включило «Аналітичний Центр Юрія Левади» до списку «організацій-іноземних агентів». Це звання, яке присвоюється тим некомерційним організаціям, які, на думку Мін'юсту, отримують фінансування з-за кордону і одночасно займаються політичною діяльністю. «Левада-центру» має намір оскаржити включення до списку іноземних агентів, але на час розгляду займатиметься виключно маркетинговими дослідженнями.